# Castillo Ki
El Castillo Ki (鬼ノ城 Ki no jō?) es un castillo japonés del tipo kōgoishi, construido a finales del siglo VII por la Corte Imperial Yamato. El sitio que se encuentra en la cima de la Montaña Kijō en lo que hoy es la prefectura de Okayama es considerado un monumento nacional. Partes del castillo han sido reconstruidas a comienzos de la década de los años 2000.
El nombre del castillo literalmente significa “castillo [de] demonio” (“ki” es otra lectura del kanji para oni. De acuerdo a las fábulas tradicionales, un demonio llamado Onra o Ura alguna vez reinaron la Provincia Kivi desde el castillo.

## Historia
Después de la derrota del período Yamato en el año la Batalla de Hakusukinoe de 663 por la alianza de la Dinastía Tang y el reino de Silla de Corea, el Emperador Tenji ordenó construir las defensas en contra de una posible invasión. De acuerdo al Nihonshoki, se construyeron doce fortalezas de estilo coreano en Japón durante esa época y se cree que el castillo Ki fue uno de ellos. La ubicación original de sitios particulares construidos junto con el castillo son objeto de debate. La mayoría de las fortificaciones de esta época son conocidas como kōgoishi (神籠石?).
La fortaleza fue construida en lo alto del   Kijōyama (鬼城山 lit. montaña del castillo Ki?) y utilizó la topografía y características naturales de ésta para sus defensas principales. Su elevación garantizaba una buena posición táctica además de que los árboles y el follaje que no fueron retirados representaban un obstáculo a los atacantes. Paredes simples de piedra así como diversos trabajos de tierra rodean en 2'8 kilómetros el lugar. En el castillo se encontraban cuatro puertas orientadas a los cuatro puntos cardinales además de una quinta llamada “puerta de agua” , desde la cual se podía drenar el agua del castillo. Además del castillo, los restos de algunas construcciones han sido halladas como una torre de humo, un pozo y un almacén de alimentos.
El sitio fue formalmente examinado por oficiales del gobierno en 1999 y se concedió el permiso para comenzar la investigación y la reconstrucción. Desde entonces se han llevado a cabo los trabajos de excavación y restauración cuidando de proteger el ambiente natural y los alrededores del sitio.